# Alliierte Hohe Kommission

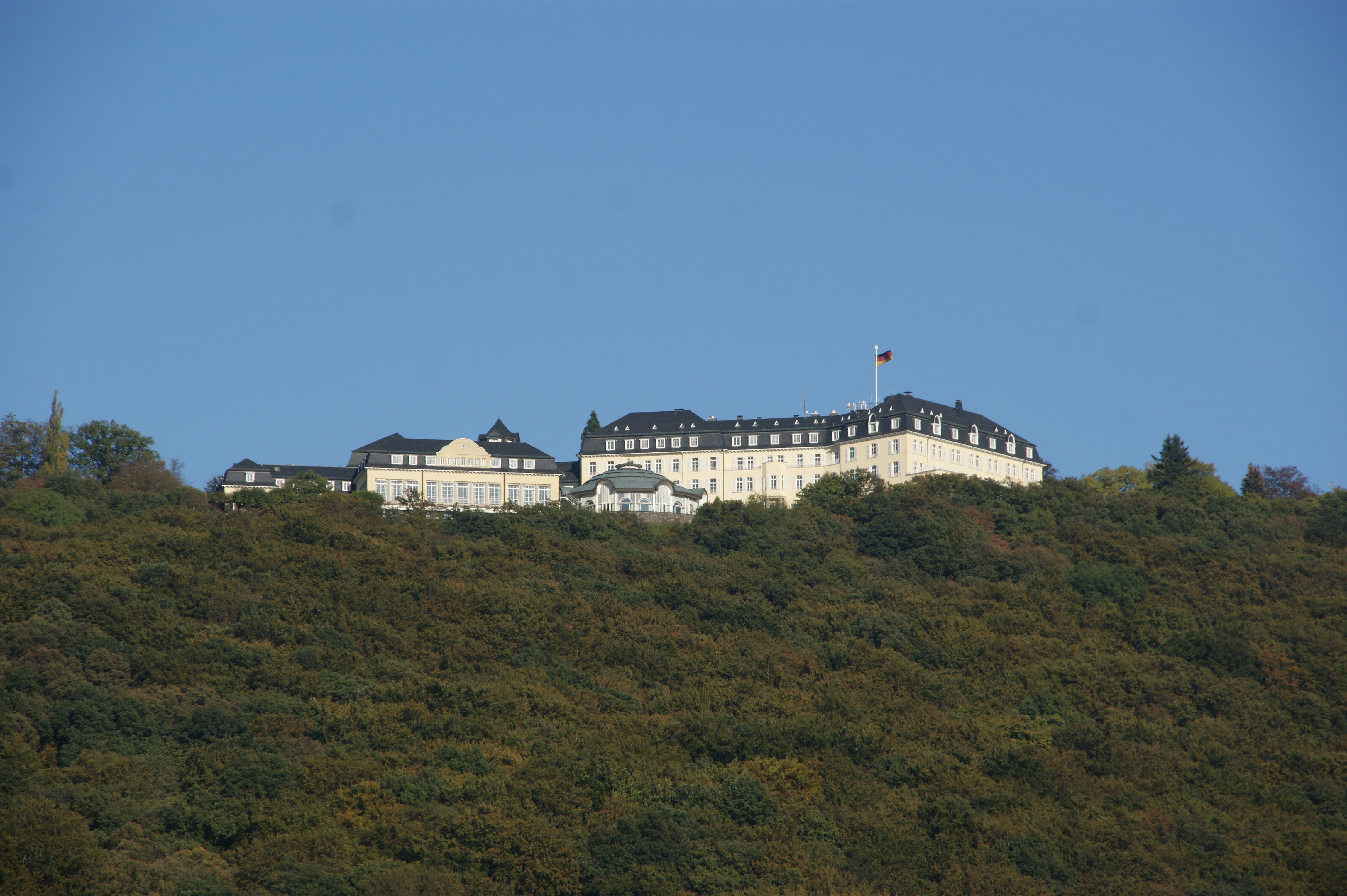
Petersberg bei Bonn, Sitz der Alliierten Hohen Kommission bis 1952

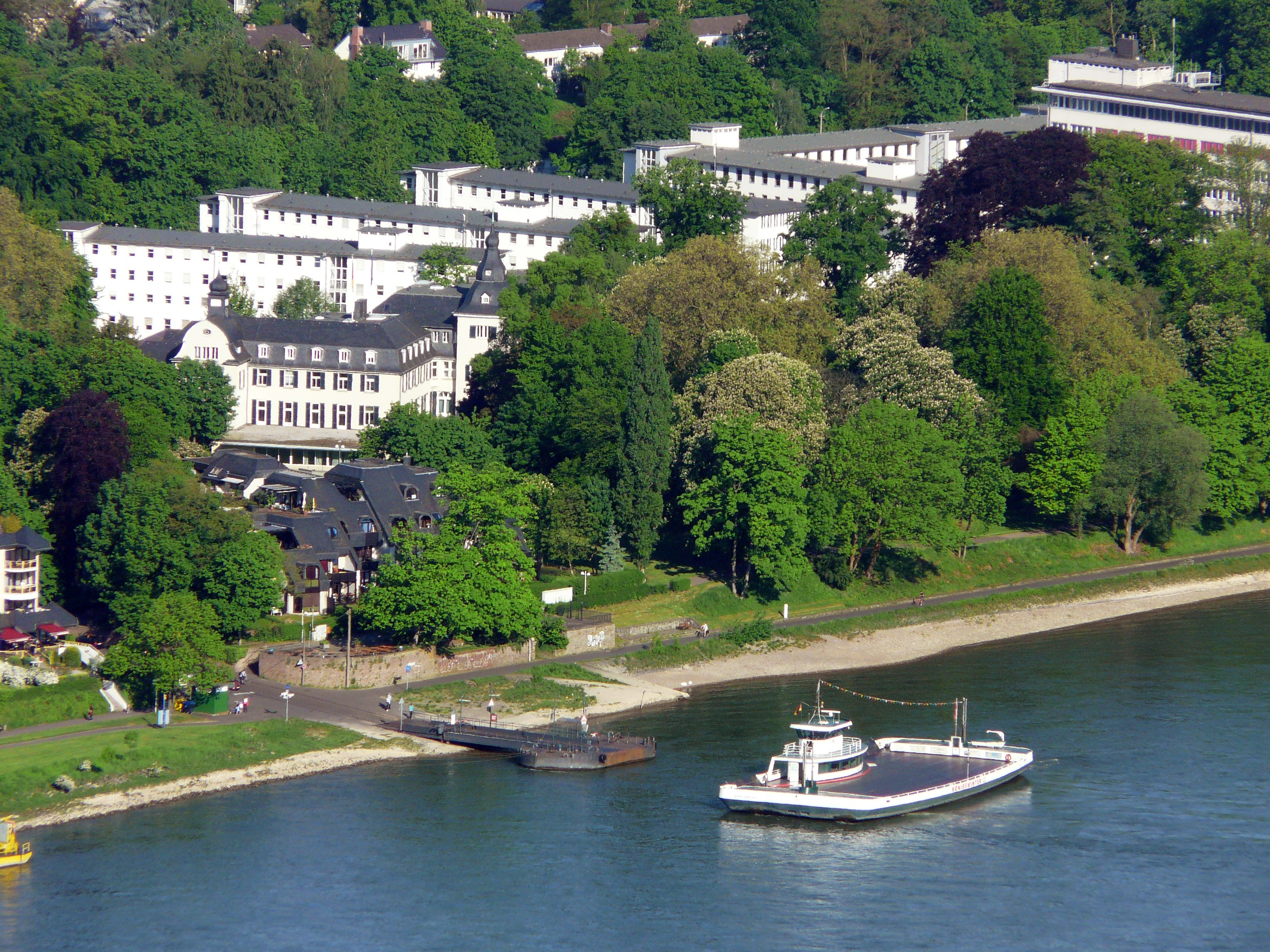
Schloss Deichmannsaue, Sitz der AHK in ihrer Endphase (1952–1955)

Die Alliierte Hohe Kommission für Deutschland (AHK; englisch Allied High Commission, französisch Haute commission alliée), auch Hohe Alliierte Kommission, war eine Einrichtung der westlichen Hauptsiegermächte USA, Großbritannien und Frankreich in Westdeutschland nach dem Zweiten Weltkrieg. Sie hatte ihren Sitz zunächst auf dem Petersberg bei Bonn und nahm eine Reihe von Vorbehaltsrechten gegenüber der Bundesrepublik Deutschland wahr.
Ihre Befugnisse waren im sogenannten Besatzungsstatut vom 10. April 1949 geregelt, in dem die alliierten Kontrollrechte festgelegt wurden. Die Hohe Kommission begann ihre Arbeit am 21. September 1949. Durch die Veröffentlichung von Amtsblättern der Alliierten Hohen Kommission in Deutschland galten die von ihr erlassenen Gesetze im ganzen Bundesgebiet. Ausländische Vertretungen mussten bis März 1951 bei der Alliierten Hochkommission akkreditiert werden.
Die Alliierten Hohen Kommissare von 1949 bis 1955:
- Vereinigte Staaten von Amerika (U.S. High Commissioner for Germany (USHCG), auch HICOG genannt):
  - John J. McCloy von 2. September 1949 bis 1. August 1952
  - Walter J. Donnelly von 1. August 1952 bis 11. Dezember 1952
  - Samuel Reber von 11. Dezember 1952 bis 10. Februar 1953
  - James Bryant Conant von 10. Februar 1953 bis 5. Mai 1955 (anschließend US-Botschafter in der Bundesrepublik Deutschland, 1955–1957)
- Vereinigtes Königreich:
  - Brian Robertson, 1. Baron Robertson of Oakridge von 21. September 1949 bis 24. Juni 1950
  - Ivone Kirkpatrick von 24. Juni 1950 bis 29. September 1953
  - Frederick Millar von 29. September 1953 bis 5. Mai 1955 (anschließend britischer Botschafter in der Bundesrepublik, 1955–1957)
- Frankreich:
  - André François-Poncet von 21. September 1949 bis 5. Mai 1955 (anschließend bis Dezember 1955 französischer Botschafter in der Bundesrepublik[2])

Mit ihnen unterzeichnete Bundeskanzler Konrad Adenauer am 22. November 1949 das Petersberger Abkommen. Außer aus dem Rat der Hohen Kommissare bestand die AHK noch aus den von den Kommissaren gebildeten Ausschüssen und Körperschaften sowie dem Generalsekretariat. Im Sommer 1952 erfolgte der Umzug der Kommission vom Petersberg in die auf der linken Rheinseite gegenüberliegende Deichmannsaue in Mehlem, die zu der Zeit als Hauptsitz des amerikanischen Hohen Kommissariats diente. Der Umzug reflektierte die mit der zunehmenden Souveränität der Bundesrepublik abnehmende Bedeutung und Verkleinerung der AHK. Der Alliierten Hohen Kommission direkt unterstellt und keiner der drei Besatzungszonen im Westen angehörend war die Enklave Bonn.
Die AHK wurde mit Inkrafttreten des Deutschlandvertrags am 5. Mai 1955 aufgelöst. Sie gilt als historischer und völkerrechtlicher Sonderfall, da sie die Funktionen einer internationalen Organisation mit Regierungsfunktionen, einer gemeinsamen diplomatischen Vertretung dreier Staaten und die der deutschen Bundesregierung vereinte.

## Standorte der Alliierten Hohen Kommission im Raum Bonn
| Staat              | Gebäude                                          | Bild           | Ort Ortsteil   | Adresse                                    | Bauzeit               | Funktion                                                                                       | Nutzungszeitraum | Anmerkungen |
| ------------------ | ------------------------------------------------ | -------------- | -------------- | ------------------------------------------ | --------------------- | ---------------------------------------------------------------------------------------------- | ---------------- | --- |
| Frankreich         | Rheinhotel Dreesen                               | weitere Bilder | Bad Godesberg  | Rheinstraße 45–49 Lage                     | 1893–1894             | Hochkommissariat                                                                               | 1949–1952        | |
| Frankreich         | Neubauten der Hochkommission                     | weitere Bilder | Bad Godesberg  | An der Marienkapelle 3/Rheinstraße 52 Lage | 1950, 1952            | Hochkommissariat                                                                               | 1950–1955        | 1955–1999 Kanzlei der französischen Botschaft, 2012 abgebrochen                                                                                   |
| Frankreich         | Schloss Ernich                                   | weitere Bilder | Remagen        | Haus Ernich Lage                           | 1906–1908             | Residenz des Hochkommissars                                                                    | 1949–1955        | 1955–1999 Residenz der französischen Botschaft, Denkmalschutz                                                                                     |
| Frankreich         | Villa Henzen                                     |                | Rolandswerth   | Weingärtenstraße Lage (ungefähr)           | 1896/1897             | Residenz des stellvertretenden Hochkommissars                                                  | 1949–1955        | später Residenz der sowjetischen Botschaft, um 1974 abgebrochen                                                                                   |
| Frankreich         | Halbvilla Joachimstraße                          | weitere Bilder | Bonn Gronau    | Joachimstraße 10 Lage                      | 1897                  | Verbindungsstelle / Verbindungsoffizier (liaison officer)                                      | 1949–mind. 1953  | Denkmalschutz |
| Vereinigte Staaten | Schloss Deichmannsaue, Neubau der Hochkommission | weitere Bilder | Bad Godesberg  | Deichmanns Aue 29–39 Lage                  | 1662, 1910–1912, 1951 | Hochkommissariat                                                                               | 1950–1955        | 1952–1955 Sitz der AHK; 1955–1999 Kanzlei der US-Botschaft und Bundesbauministerium; heute Dienstsitz des Bundesamts für Bauwesen und Raumordnung |
| Vereinigte Staaten | Villa Cappell                                    | weitere Bilder | Bad Godesberg  | Heisterbachstraße 39 Lage                  | 1904–1905             | Residenz des Hochkommissars                                                                    | 1949–1951        | 1955–1999 Residenz der britischen Botschaft, Denkmalschutz                                                                                        |
| Vereinigte Staaten | Haus von Borcke                                  | weitere Bilder | Bad Godesberg  | Rolandstraße 67 Lage                       | 1921/1922             | Residenz des stellvertretenden Hochkommissars (bis 1951) Residenz des Hochkommissars (ab 1951) | 1949–1955        | 1955–1999 Residenz der US-Botschaft, Denkmalschutz                                                                                                |
| Vereinigte Staaten | Halbvilla Joachimstraße                          | weitere Bilder | Bonn Gronau    | Joachimstraße 12 Lage                      | 1897                  | Verbindungsstelle / Verbindungsoffizier (liaison officer)                                      | 1949–spät. 1952  | Denkmalschutz |
| Vereinigte Staaten | Doppelhaus Zitelmannstraße                       | weitere Bilder | Bonn Gronau    | Zitelmannstraße 8 Lage                     |                       | Verbindungsstelle / Verbindungsoffizier (liaison officer)                                      | spät. 1953–      | |
| Großbritannien     | Luftwaffenkaserne Wahn                           |                | Porz Wahnheide | Lage                                       | 1930er                | Hochkommissariat                                                                               | 1949–1953        | |
| Großbritannien     | Neubau der Hochkommission                        |                | Bonn Gronau    | Friedrich-Ebert-Allee 77 Lage              | 1952–1953, 1954       | Hochkommissariat                                                                               | 1953–1955        | 1955–1999 Kanzlei der britischen Botschaft, 2002/03 abgebrochen                                                                                   |
| Großbritannien     | Schloss Röttgen                                  | weitere Bilder | Porz Heumar    | Lage                                       | 1866                  | Residenz des Hochkommissars                                                                    | 1949–1953        | |
| Großbritannien     | Villa Cappell                                    | weitere Bilder | Bad Godesberg  | Heisterbachstraße 39 Lage                  | 1904–1905             | Residenz des Hochkommissars                                                                    | 1953–1955        | 1955–1999 Residenz der britischen Botschaft, Denkmalschutz                                                                                        |
| Großbritannien     | Villa Heckenfels                                 |                | Bad Honnef     | Bondorfer Straße 34 Lage                   |                       | Residenz des stellvertretenden Hochkommissars                                                  | ab 1949          | |
| Großbritannien     | Villa Spiritus                                   | weitere Bilder | Bonn Gronau    | Kaiser-Friedrich-Straße 19 Lage            | 1896                  | Kanzlei der Hochkommission (1949 f.) Verbindungsstelle                                         | 1949–mind. 1953  | 1955–1999 Verbindungsstab der britischen Streitkräfte, Denkmalschutz                                                                              |
| Großbritannien     | Villa Wilhelma                                   |                | Bad Godesberg  | Karl-Finkelnburg-Straße 19 Lage            | 1894                  | Teil des Hochkommissariats                                                                     | 1949–1955        | später Kulturabteilung der britischen Botschaft                                                                                                   |